# Salvador Martínez Cubells
Salvador Martínez Cubells (ur. 9 listopada 1845 w Walencji, zm. 21 stycznia 1914 w Madrycie) – hiszpański malarz i konserwator sztuki, specjalizował się w malarstwie historycznym i rodzajowym.
Jego pierwszym nauczycielem był jego ojciec malarz Francesco Martínez Yago, następnie studiował na Królewskiej Akademii Sztuk Pięknych San Carlos w Walencji. Regularnie brał udział w cyklicznej Krajowej Wystawie Sztuk Pięknych w Madrycie, na której wystawił w sumie 60 prac zdobywając wyróżnienia cum laude i medale.
Był popularnym wśród madryckiej arystokracji portrecistą. Zajmował się restauracją dzieł sztuki, stając się ekspertem w dziedzinie malarstwa. W 1869 roku został głównym restauratorem sztuki w Muzeum Prado, dla którego pracował do 1895 roku. Założył własną szkołę restauracji dzieł sztuki. Pracował na restauracją dzieła Murilla San Antonio de Padua oraz niektórymi obrazami El Greca.
Jednym z jego ważniejszych dokonań było przeniesienie na płótna 14 malowideł ściennych (tzw. czarnych obrazów) wykonanych przez Goyę na ścianach jego domu Quinta del Sordo. Była to nowatorska technika. W 1874 roku Jean Laurent wykonał fotografie wszystkich dzieł w domu Goi, które następnie posłużyły jako wzór w czasie przenoszenia dzieł na płótno. Było to niezwykłe jak na tamte czasy przedsięwzięcie wymagające zastosowania nowatorskich technik konserwatorskich i malarskich.
Pod kierunkiem Carlosa Luisa Ribery wykonał ornamenty w królewskiej bazylice San Francisco el Grande w Madrycie.
Jego syn Enrique Martínez-Cubells również został malarzem.

## Wybrane dzieła
- Retrato de su mujer, 1855
- Retrato de Alfonso XII, 1876
- Juan Martín «el Empecinado»
- El patriarca Juan de Ribera
- Retrato de Alonso Sánchez Coello
- Jaime i el Conquistador
- José Martínez de Roda, marqués de Vistabella, 1895
- La vuelta del torneo, 1881
- Guzmán el Bueno, 1884
- Educación del príncipe don Juan, 1877
- Un marinero-viejo con boina, 1889
- Una hilandera-vieja con huso, 1889
- El pintor Francisco Martínez Yago, padre del artista, 1867
- Retrato de Augusto Comas
- La sorpresa, óleo sobre tabla, 1869
- La piara (mujer conduciendo cerdos)
- Aparición de Santiago a santos y caballeros de la orden, 1885
- Santos y obispos con caballeros de órdenes militares, 1885

## Galeria

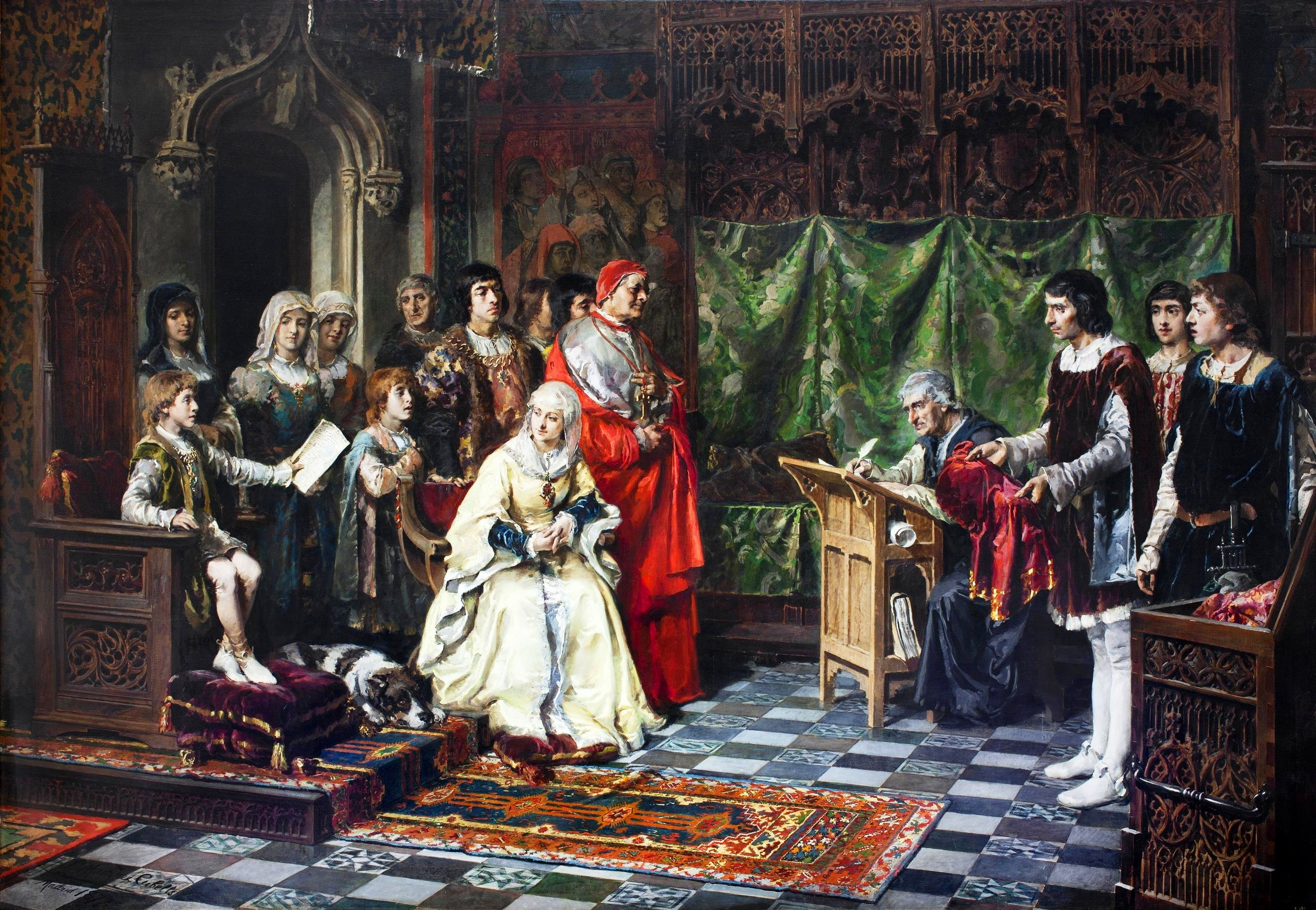
Educación del príncipe Don Juan, 1877
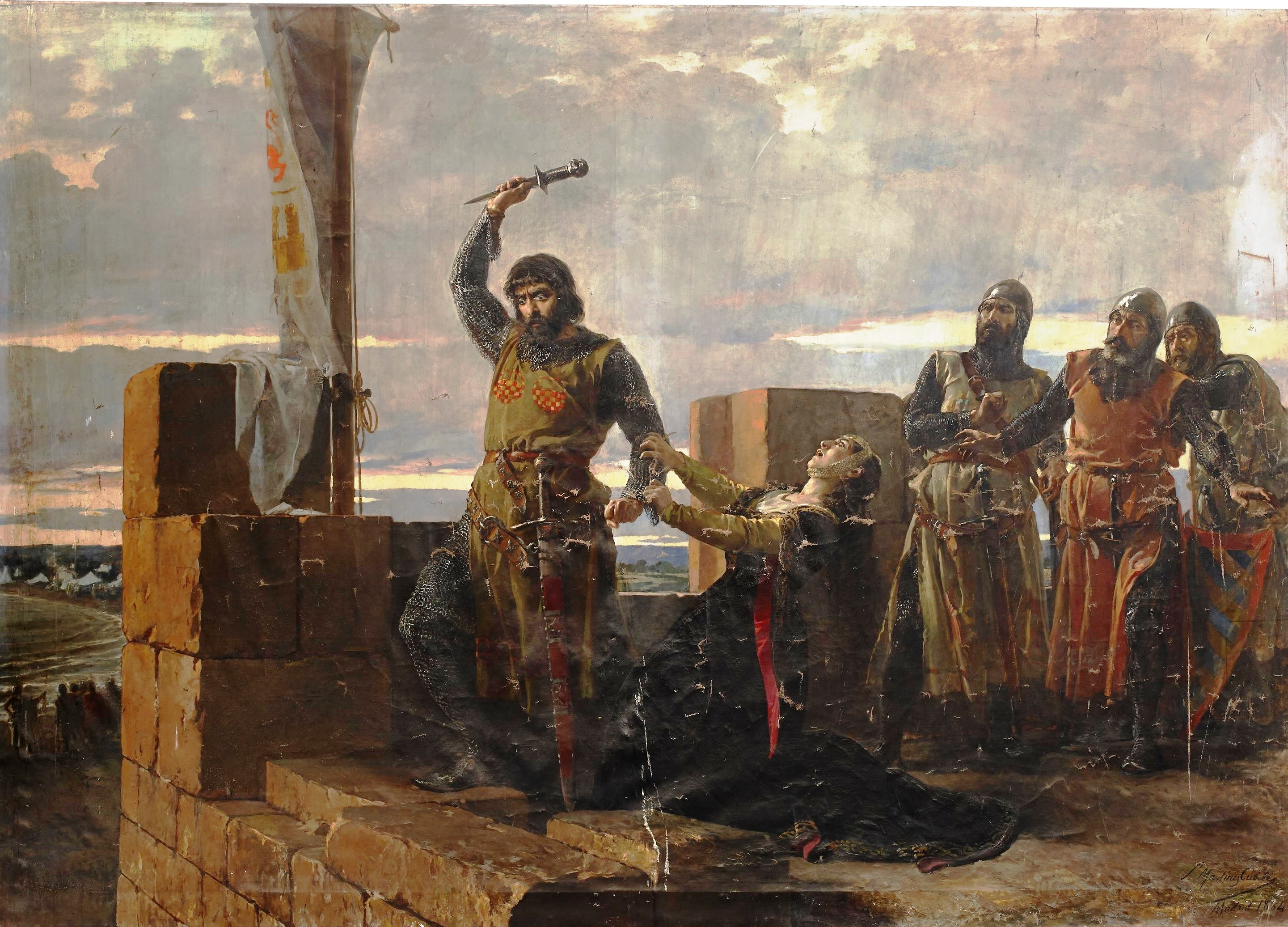
Guzmán el Bueno, 1883
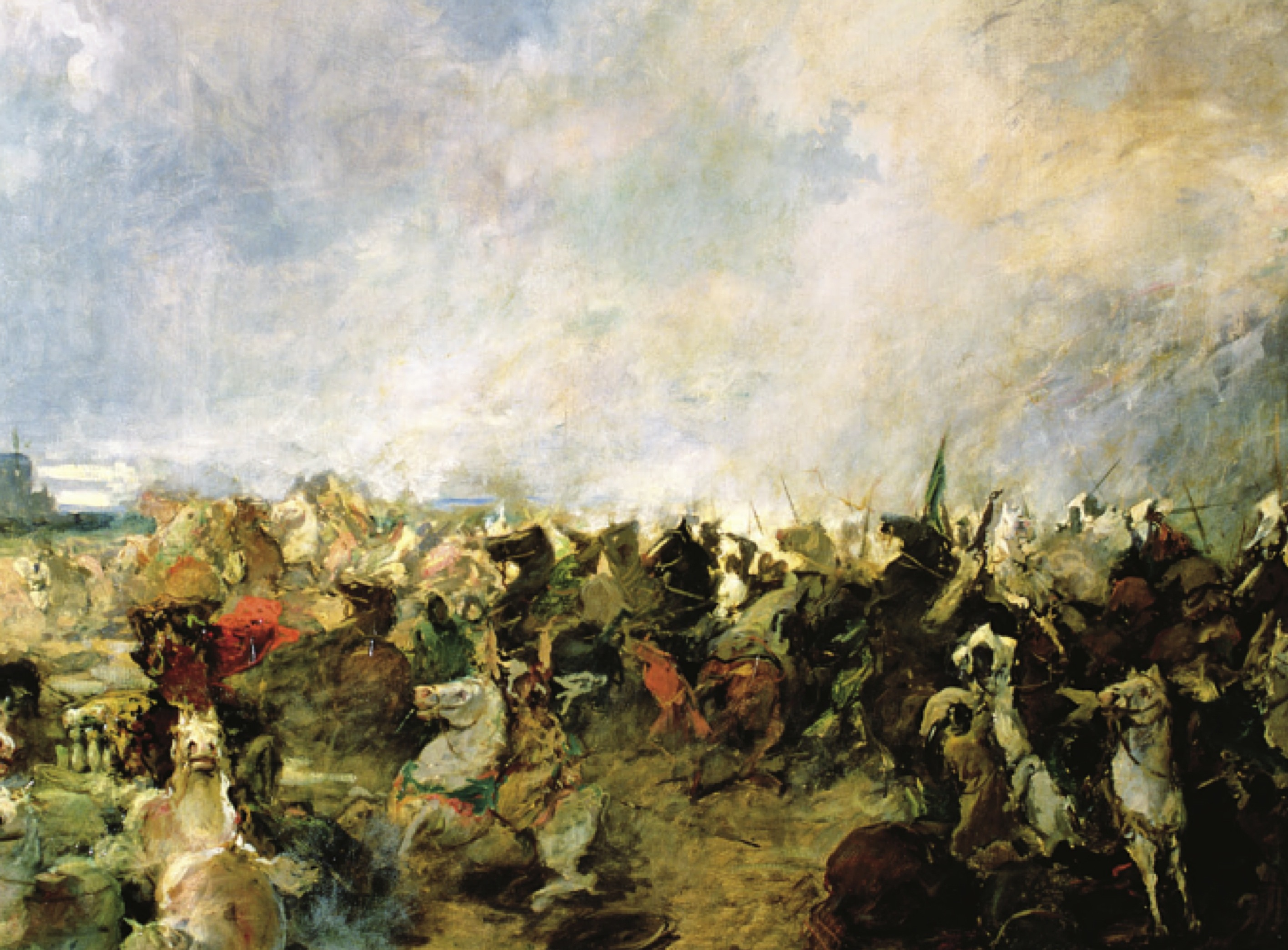
La batalla de Guadelete
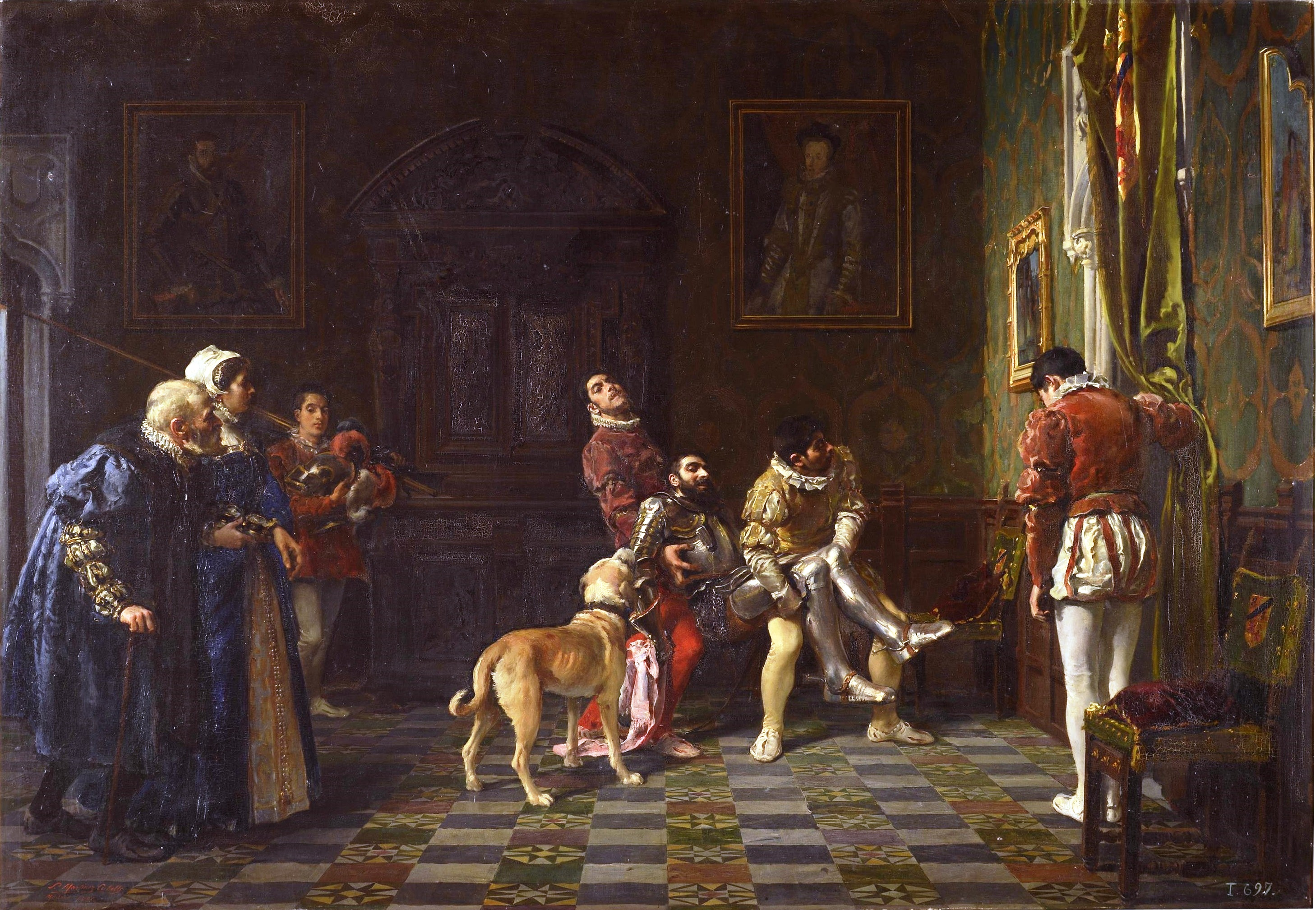
La vuelta del torneo, 1881